# Zeppo Marx
Zeppo Marx   (Manhattan, 25 de febrer de 1901 - Palm Springs, 30 de novembre de 1979) més conegut com a Zeppo, va ser un dels Germans Marx.

## Biografia
Marx va néixer a Manhattan. Els seus pares van ser Sam Marx (anomenat "Frenchie" al llarg de la seva vida) i Minnie Schönberg Marx, tots dos jueus. El germà de Minnie era Al Shean, que més tard va guanyar fama com la meitat de l'equip de vodevil Gallagher i Shean. La seva mare era de Frísia Oriental a Alemanya i el seu pare era sastre d'Alsàcia, França.
Com amb tots els germans Marx, existeixen diverses teories sobre l'origen del nom artístic de Zeppo. Va ser l'últim dels Marx a escollir el seu sobrenom i les raons per les quals va triar aquest encara són poc clares. El seu germà gran Groucho va dir al seu concert al Carnegie Hall el 1972 que el nom es deriva de l'aeronau Zeppelin i de l'exdona de Zeppo Barbara Sinatra va repetir aquesta afirmació al seu llibre de 2011 Lady Blue Eyes: My Life with Frank. En la seva autobiografia de 1961 Harpo Speaks!, el germà gran Harpo va afirmar que hi havia un ximpanzé entrenat anomenat Mr. Zippo que Herbert imitaria, però quan Herbert es va oposar, va ser alterat a Zeppo. En una rara entrevista televisiva anys més tard, Zeppo va dir que "Zep" era l'argot italo-americà per a "bebé", i el nom encaixava ja que era el més jove dels germans.
Zeppo va substituir el germà Gummo en l'acte teatral dels Germans Marx quan Gummo va ser reclutat a l'exèrcit el 1918. Zeppo havia estat contractat com a mecànic per a la Ford Motor Company. No tenia cap desig d'una carrera en el món de l'espectacle, però Minnie Marx va insistir que substituís Gummo perquè volia mantenir l'acte com a quartet. Zeppo va romandre amb l'equip a vaudeville, Broadway i les primeres cinc pel·lícules dels germans Marx com a home heterosexual i protagonista romàntic fins que va deixar l'acte després de Duck Soup el 1933. També va aparèixer sense els seus germans a la comèdia d'Adolphe Menjou A Kiss in the Dark'  (1925)', catalogat com Herbert Marx. Tot i que havia estat un paper menor, la seva actuació va ser elogiada pel New York Sun.
Zeppo apareix com un personatge recte, romàntic i poc còmic en les primeres cinc pel·lícules dels germans Marx, abans d'abandonar el quartet (Gummo ja havia deixat l'actuació abans de l'entrada dels Marx en el cinema). D'acord amb un article periodístic publicat el 1925, Zeppo va tenir un paper en la comèdia A Kiss in the Dark de Adolphe Menjou, però no es coneix quina classe de personatge va tenir en ella ni la importància d'aquest, ja que totes les còpies del film s'han perdut. Malgrat que Zeppo comptava amb habilitats còmiques suficients fins i tot per substituir el seu germà Groucho en algunes representacions, i era conegut pels seus acudits entre bastidors, mai va crear un gran personatge còmic que pogués rivalitzar amb els de Groucho, Harpo i Chico.
Fora de l'actuació, Zeppo tenia un gran talent per al món de la mecànica, per la qual cosa s'ocupava que el cotxe de la família Marx seguís en funcionament. El 1941 va fundar l'empresa Marma Products, dedicada al disseny i assemblatge de diverses peces i material armamentístic requerits per l'exèrcit americà durant la II Guerra Mundial. Les mateixes argolles amb què es va amarrar Little Boy -la bomba atòmica llançada sobre Hiroshima- a l'Enola Gay van ser un disseny seu i es construïren en les seves fàbriques. Així mateix, va fundar una companyia teatral juntament amb el seu germà Gummo i va inventar un tipus especial de rellotge de polsera capaç de mesurar el pols a persones afectades de problemes cardíacs i llençar un senyal d'alarma quan aquest no registrés els seus valors normals.
Zeppo va presentar Mary Livingstone a Jack Benny durant un Séder de Pessa'h; es van casar l'any 1926.
Zeppo s'havia casat el 12 d'abril de 1927 amb Marion Brenda, amb qui no va tenir fills. La parella va adoptar un nen, Timothy, el 1944 i es va divorciar finalment el 1954. Cinc anys després va contraure matrimoni novament amb Barbara Blakeley i adoptà al fill d'aquesta, Bobby Oliver, al qual va donar el seu cognom. Zeppo i Barbara es van divorciar al seu torn el 1972 o potser el 1973. Ell no va tornar a casar-se, mentre que ella s'uniria posteriorment al cantant Frank Sinatra.
Zeppo va morir de càncer de pulmó al Centre Mèdic Eisenhower de Rancho Mirage el 30 de novembre de 1979, als 78 anys. Va ser incinerat i les seves cendres van ser escampades a l'Oceà Pacífic.